# Xperia 10 V
Xperia 10 V（エクスペリア テン マーク ファイブ）は、ソニーが開発した第5世代移動通信システム (5G) 対応のXperiaブランドスマートフォンで、2023年7月6日に国内の各通信業者が発売した。

## 概要
形式番号はドコモ版SO-52D、au版SOG11。SoCはクアルコムのSnapdragon 695を採用した。

## Xperia 10 V Fun Edition
おもに学生を対象としてドコモが2024年1月26日に発売した。Google Oneの1年間無料使用権を特典する。